# Anthony Edwards (Ruderer)
Anthony John Edwards (* 22. Dezember 1972 in Ballarat) ist ein ehemaliger australischer Leichtgewichts-Ruderer.

## Karriere
Edwards nahm 1993 erstmals an Ruder-Weltmeisterschaften teil und belegte mit dem Australischen Leichtgewichts-Doppelvierer den siebten Platz. Nach einem fünften Platz im Doppelvierer 1994 gewann Edwards 1995 mit Bronze im Leichtgewichts-Doppelzweier seine erste Medaille. Bei der olympischen Premiere des Leichtgewicht-Ruderns gewann er 1996 ebenfalls eine Bronzemedaille. Nach einem fünften Platz im Doppelzweier 1997 wechselte er vor der Saison 1998 in den Leichtgewichts-Vierer ohne Steuermann und gewann auch in dieser Bootsklasse Weltmeisterschaftsbronze. Nach WM-Silber 1999 gewann das Boot bei den Olympischen Spielen 2000 in Sydney ebenfalls Silber.
Nach einer Pause 2001 trat er 2002 im Leichtgewichts-Einer an und belegte bei den Weltmeisterschaften den fünften Platz, 2003 wurde er Zehnter. Für die Olympischen Spiele 2004 kehrte er in den Vierer zurück und gewann seine zweite olympische Silbermedaille. In den nächsten zwei Jahren nahm Edwards weder am Weltcup noch an Weltmeisterschaften teil, 2007 kehrte er im Vierer zurück und wurde Siebter bei den Weltmeisterschaften 2007 und Neunter bei den Olympischen Spielen 2008. 2010 konnte der australische Vierer mit neuer Besetzung an alte Erfolge anknüpfen und erkämpfte Silber bei den Weltmeisterschaften in Neuseeland, 2011 gewann Edwards im Alter von 38 Jahren seinen ersten Weltmeistertitel. Im Finale der olympischen Regatta 2012 belegte der australische Leichtgewichts-Vierer den vierten Platz.
Der 1,83 m große Edwards ruderte zunächst für den Wendouree Ballarat Rowing Club und später beim New Norfolk Rowing Club. Er lebt in Hobart und arbeitet als Beauftragter für die Entwicklung des Rudersports in Tasmanien.

## Medaillen bei internationalen Meisterschaften
(OS = Olympische Spiele, WM = Weltmeisterschaften)
- WM 1995: 3. Platz im Leichtgewichts-Doppelzweier mit Bruce Hick
- OS 1996: 3. Platz im Leichtgewichts-Doppelzweier mit Bruce Hick
- WM 1998: 3. Platz im Leichtgewichts-Vierer ohne Steuermann mit Darren Balmforth, Simon Burgess und Robert Richards
- WM 1999: 2. Platz im Leichtgewichts-Vierer ohne Steuermann mit Darren Balmforth, Simon Burgess und Robert Richards
- OS 2000: 2. Platz im Leichtgewichts-Vierer ohne Steuermann mit Simon Burgess, Darren Balmforth und Robert Richards
- OS 2004: 2. Platz im Leichtgewichts-Vierer ohne Steuermann mit Glen Loftus, Benjamin Cureton und Simon Burgess
- WM 2010: 2. Platz im Leichtgewichts-Vierer ohne Steuermann mit Samuel Beltz, Blair Tunevitsch und Todd Skipworth
- WM 2011: 1. Platz im Leichtgewichts-Vierer ohne Steuermann mit Samuel Beltz, Benjamin Cureton und Todd Skipworth